# Bryomaltaea
Bryomaltaea là một chi rêu trong họ Orthotrichaceae.